# 맛있는 스캔들
"맛있는 스캔들"은 한국에서 제작된 이세일 감독의 2012년 멜로/로맨스 영화이다. 이신애 등이 주연으로 출연하였다.

## 출연

### 주연
- 이신애
- 이득진